# Публилий Оптатиан Порфирий
Публилий Оптатиан Порфирий (лат. Publilius Optatianus signo Porphyrius) — римский политический деятель начала IV века, поэт, автор панегирика Константину Великому.
Отцом Оптатиана, возможно, был двукратный консул Гай Юний Тибериан, а младшим братом проконсул Азии Юний Тибериан. Был отправлен в ссылку Константином Великим, но спустя какое-то время возвращен из неё. Иероним в своей «Хронике» датирует его возвращение 328 годом, однако судя по сочиненному Оптатианом панегирику (посвященному двадцатилетию правления Константина — 325 г., в котором упоминаются два цезаря — Крисп и Константин II, но не упоминается Констанций II, ставший цезарем в конце 324 г.) он был возвращен из ссылки где-то в 325 г.
В изгнании Оптатиан написал панегирик Константину Великому. По-видимому, из-за того, что он не имел возможности произнести его перед императором, Оптатиан сделал упор на визуальную сторону сочинения. Слова в панегирике подбирались тщательнейшим образом, образуя не только стандартный текст для чтения слева направо, но, при выделении отдельных букв, образующий на листе различные, иногда весьма сложные фигуры, в других случаях — читаемый в различных направлениях и т. п. Само сочинение — во многом центон из классических латинских поэтов. При всей сложности поставленной задачи автор с ней великолепно справился.
Сочинение, очевидно, произвело большое впечатление на Константина, так как с этого периода начинается успешная карьера Оптатиана — в промежутке между 325 и 329 гг. он был проконсулом Азии. Затем в 329 году назначается префектом Рима. Спустя четыре года Оптатиан во второй раз становится префектом Рима. Он идентифицируется с неким анонимом — префектом города, для которого был составлен гороскоп Фирмиком Матерном.
Публилий Оптатиан Порфирий — один из героев романа Д. С. Мережковского «Смерть богов. Юлиан Отступник».